# 야가촌 (가나가와현)
야가촌(일본어: 谷ケ村)은 일본 가나가와현 아시가라카미군에 존재했던 촌이다. 현재의 야마키타정 남서부에 해당한다.

## 역사
- 1889년 4월 1일 - 정촌제 시행에 의해 야가촌이 단독으로 유부레촌, 가와니시촌, 가미나와촌, 야마이치바촌이 성립하였다.
- 1911년 4월 1일 - 가와니시촌, 야마이치바촌과 합병해 시미즈촌이 성립하여, 동일 야가촌은 폐지되었다.

## 교통

### 철도
- 철도성 (→ 도카이 여객철도)
  - 도카이도 본선

## 참고 문헌
- 角川日本地名大辞典編纂委員会,『角川日本地名大辞典 神奈川県』1984, 角川書店